# Группа льда (минералогия)
Водяной лёд (от др.-греч. λίθος – камень) — один из самых распространённых минералов на Земле. В минералогии Группа льда входит в класс Простых и сложных окислов, но выделяется по своим уникальным свойствам.

## Кристаллическая структура и свойства
Лед обладает молекулярной кристаллической структурой, в локальном отношении близкой к структуре алмаза (каждая молекула Н2О имеет координационное число 4). По общему расположению молекул структура льда аналогична структуре вюртцита, но неупорядочена по атомам водорода.

### Морфология

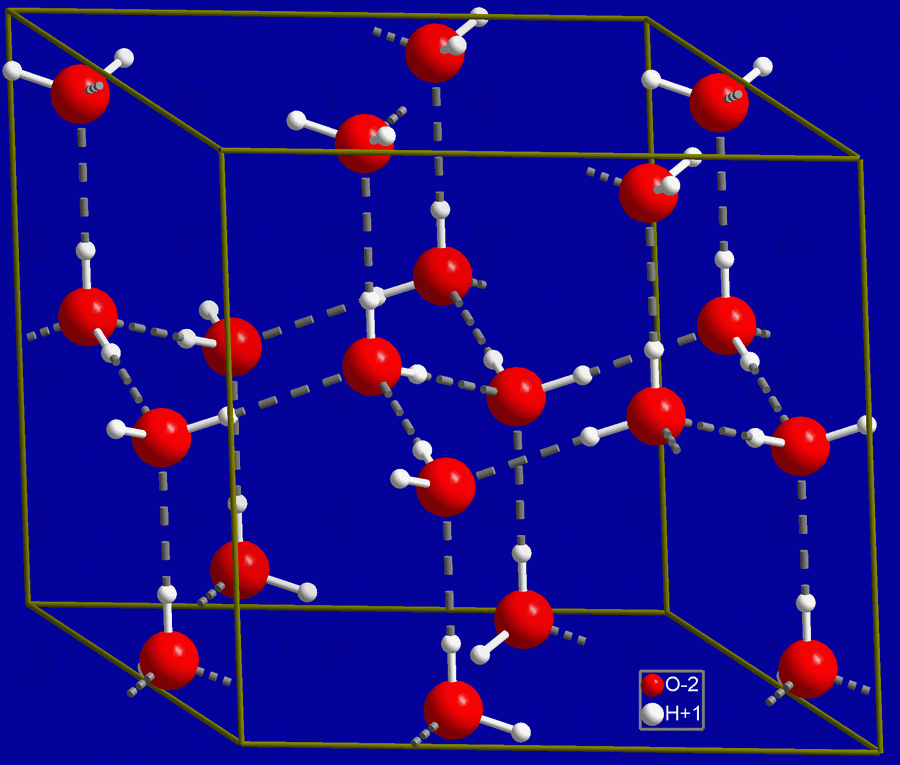
Кристаллическая структура гексагонального льда

Обычно кристаллы снега (Снежинка или иней) имеют сложную 6-лучевую звёздную фигуру роста различной формы с гексагональной симметрией (Гексагональная сингония).
В морозные дни выпадают Ледяные иглы. Широко известны дендриты и узорчатые образования льда. В ледяных пещерах кристаллы льда встречаются в виде правильных шестиугольных пластинок, таблитчатых индивидов и сложных по форме сростков. Известны уникальные по величине и хорошему огранению кристаллы льда (до 40 см в длину и до 15 см в поперечнике), встреченные на северо-востоке Азии в горных выработках в условиях вечной мерзлоты.

### Сингония
- гексагональная; дигексагонально-пирамидальный (L66P), (P63mc(С46v).а0 = 7,82; с0 = 7,36[4]..

По международной классификации:
- Класс: гексагональная сингония 6/mmm (6/m 2/m 2/m) — дигексагональная дипирамидальная
- Пространственная группа: P63/mmc
- Параметры ячеек: a = 0,4498 нм, c = 0,7338 нм. Отношение a: c = 1:1,631, V = 128,57 Å³, Z = 4.

### Оптические свойства
- Тип: Униаксиальный
- Значения RI: nω = 1,309, nε = 1,311
- Максимальное двойное лучепреломление: δ = 0,001

## Вода и лёд в минералогии
Статические идеи системы природы К. Линнея отводили малое значение изучению воды в минералогии. Воду рассматривали, как объект исследования географии.
Вода имеет исключительное значение не только в химии, физике (см. лёд) но и в минералогии. В генезисе многих минералов принимает участие вода. Она часто играет определяющую роль и позволяет объяснить происхождение большинства минералов. Это подтверждает, что природные воды сами принадлежат к числу минералов.
В 1931 году В. И. Вернадский обратил особое внимание на изучение воды как минерала. Он выделил соединения кислорода с водородом в:
1. Группа природной воды.
2. Перекись водорода.

Вода как геологическое явление существует на Земле несколько миллиардов лет и имеет более 1000 разновидностей (В. И. Вернадский описал около 540 из них).

## Разновидности льда

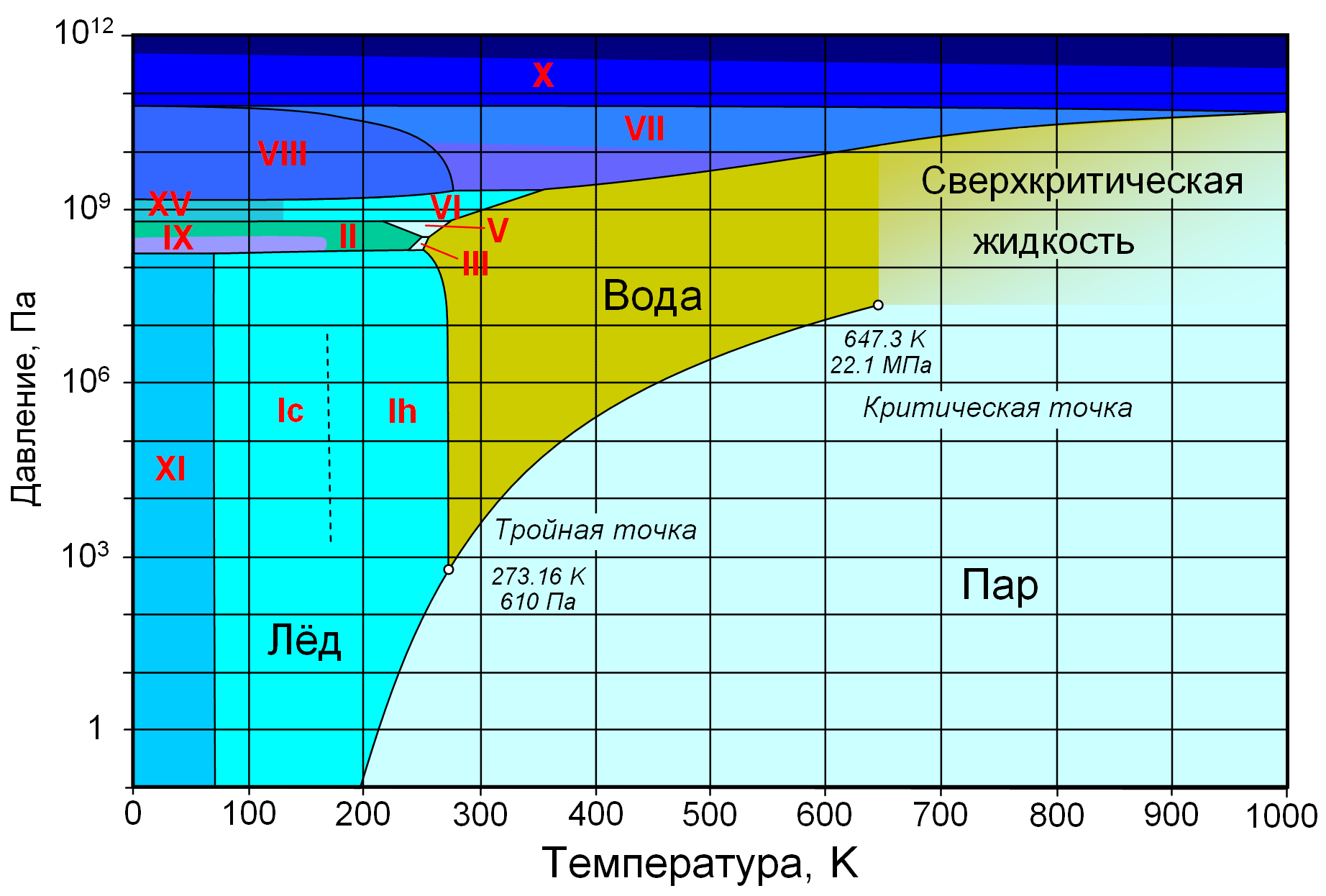
Фазовая диаграмма разновидностей льда

В зависимости от условий (температура, давление, удельный объём) лёд может быть в нескольких модификациях:
- Лёд I — обычный водяной лёд, встречаемый на планете Земля.
- Лёд II — лёд сохраняется при обычном давлении, при температуре ниже −170° С.
- Лёд III — лёд сохраняется при обычном давлении, при температуре ниже −170° С.
- Лёд IV — нестабильная фаза
- Лёд V — лёд сохраняется при обычном давлении, при температуре ниже −170° С.
- Лёд VI — стабильная фаза замёрзшей тяжёлой воды.
- Лёд VII — лёд образуемый при очень высоких давлениях (> 20 ГПа).
- Лёд VIII — упорядоченная форма льда-VII.
- Лёд IX — нестабильная фаза переохлаждённого льда-III.
- и другие

Аморфный лёд возникает при конденсации паров воды на поверхности охлаждённой до −160° С, существует при температурах ниже −130° С.

## Лёд в космосе
Лёд распространён во вселенной, огромные массы льда находятся на различных планетах.
Водяной лед в межзвёздном пространстве может принимать различные кристаллические и аморфные формы в зависимости от температуры и давления. Кристаллизация первоначально аморфного льда происходит при температурах около 90 К (или −183°С). Это изменение фазы необратимо. Межзвездный лёд, при температурах ниже 90 К, находится в основном в плотной аморфной фазе.